# Rosaster alexandri
Rosaster alexandri är en sjöstjärneart som först beskrevs av Perrier 1881.  Rosaster alexandri ingår i släktet Rosaster och familjen ledsjöstjärnor. Inga underarter finns listade i Catalogue of Life.